# 重庆德国大使馆旧址
德国驻华大使馆曾于1938年至1941年期间随民国政府迁都重庆而将其馆舍设于重庆市南岸区。该建筑原为德国医生保罗·阿斯米（Paul Assmy）的私人别墅，地处黄桷垭街道文峰段72号。大使馆旧址自1991年起被纳入南岸区文物保护单位，2000年被纳入重庆市文物保护单位。

## 历史
德国在重庆的商业活动可追溯到19世纪末。1891年，重庆开埠，不少德国商人进入重庆开设洋行，带走山货土产，并运来雨伞、闹钟等洋货。至1904年，德国正式在重庆设立领事馆，其职责是保护该国在华利益，保护该国公民和法人的权益，管理本国侨民，协助和管理本国的船舶飞机等事宜，领区范围辖四川全省。馆址最初设在蜈蚣岭，后又迁入通远门。在成立初期，德方并未派驻领事，而是仅设2名副领事，其中米雷尔常驻重庆，负责处理日常事务；另一副领事卜思则驻成都，遇事可随时商议。
中国抗日战争爆发后，德国驻华大使馆于1937年随国民政府从南京迁往重庆，德国驻渝领事馆事务随即移交给大使馆。但因日军飞机对重庆的轰炸，大使馆考虑迁址。为此，德国驻华大使代办飞师尔及秘书康朴于1938年8月14日抵达重庆，筹设大使馆新址。经商谈后，他们在南岸觅得原德国医生保罗·阿斯米（Paul Assmy）的私人别墅，在此基础上改建为德国大使馆。 
1941年7月1日，德国正式承认南京的汪精卫政权，国民政府立即宣布对德断交，重庆德国大使馆随之撤馆。1941年12月8日，太平洋战争爆发。次日，国民政府在正式对日本宣战的同时，亦正式对德国、意大利宣战。德国既为敌国，根据国民政府1942年元旦公布的敌国人民、财产处理条例，以及同年1月11日公布的敌国人民检查登记移居办法、收容所管理章程、敌产管理清理办法、敌产处理委员会组织章程，正式封闭了重庆的德国大使馆。

## 建筑
重庆德国大使馆地处南岸区黄桷垭街道文峰段72号，原为1906年赴蓉开办诊所兼医疗学院的德国医生保罗·阿斯米（Paul Assmy）所建，具体落成时间已不可考。建筑主体为一栋坐北朝南的中西合璧风格别墅，占地约100平方米，二楼一底，砖石结构。底层地板和墙壁全由长、宽、高均约60厘米的方石砌成，间隔为底楼6间，一楼6间，阁楼5间，建筑面积300平方米，通高13米。前傍文峰塔，后临向家坡。其中从屋顶可仰望文峰塔的部分塔尖。别墅临崖一面则可俯瞰渝中半岛，四周栽有香樟、松树和黄葛树等植物。别墅二楼铺有柏木地板，青砖砌墙，建有巨大壁炉。顶楼则是为阁楼，依屋顶倾斜，内空高矮不一。建筑前院的松树林内矗立有一块圆头方碑，采用德文碑刻，为前主人保罗·阿斯米之墓碑。
德国大使馆旧址自1991年起被纳入南岸区文物保护单位，2000年则作为黄山、南山陪都遗址的组成部分被纳入重庆市文物保护单位。